# Alpina (geslacht)
Alpina is een geslacht van vlinders van de familie spanners (Geometridae), uit de onderfamilie Ennominae.

## Soorten
- A. alpinata Scopoli, 1768
- A. alticolaria Mann, 1853
- A. baldensis Wolfsberger, 1966
- A. bentelii Rätzer, 1890
- A. canaliculata Hochenwarth, 1785
- A. coracina Esper, 1805
- A. chalybaeus Zerny, 1916
- A. dioszeghyi Schmidt, 1913
- A. noricana Wagner, 1898
- A. perlinii Turati, 1915
- A. quadrifaria Sulzer, 1776
- A. sajana Wehrli, 1919
- A. schwingenschussi Wehrli, 1919
- A. spitzi Rebel, 1906
- A. tundrana Wehrli, 1919
- A. wehrlii Vorbrodt, 1918